# Heinz Reich
Heinz Reich (* 22. Juni 1924) ist ein ehemaliger deutscher Fußballspieler. Er absolvierte für die BSG Wismut Aue und die BSG Empor Lauter insgesamt 36 Spiele in der DDR-Oberliga.

## Karriere
Zur Saison 1951/52 schloss er sich dem Aufsteiger BSG Wismut Aue an und debütierte am 29. August 1951 für Wismut Aue. Beim Spiel gegen die BSG Fortschritt Meerane wurde er von Trainer Walter Fritzsch über die gesamte Spielzeit eingesetzt und erzielte in der 34. Minuten den 3:2-Endstand. Sein drittes und letztes Tor für die BSG Wismut Aue und in der DDR-Oberliga erzielte er am 8. Dezember 1951. Bei der 1:2-Niederlage gegen den BSG Motor Oberschöneweide erzielte er in der 40. Minute die zwischenzeitliche 1:0-Führung für Wismut Aue. In der Saison 1952/53 belegte sie am Saisonende punktgleich hinter der SG Dynamo Dresden den zweiten Platz. Wegen der Punktgleichheit musste ein Entscheidungsspiel über den Meistertitel entscheiden. Im Entscheidungsspiel der DDR-Fußball-Oberliga 1952/53 verloren er mit seiner Mannschaft mit 3:2 gegen die Dresdner.
Nach der Vizemeisterschaft verließ er die BSG Wismut Aue und schloss sich dem Lokalrivalen BSG Empor Lauter an. Er debütierte in der Saison 1953/54 am 13. Dezember 1953 für Empor Lauter. Beim 1:1-Unentschieden gegen die BSG Rotation Dresden wurde er von Trainer Paul Döring über die gesamte Spielzeit eingesetzt. Nach dieser Spielzeit verließ er die Mannschaft aus Lauter.